# Jan Písecký
Jan Písecký (Praga, 15 maggio 1951) è un ex tennista cecoslovacco.

## Carriera
In carriera ha raggiunto una finale di doppio all'Hampton Open nel 1975, in coppia con il tedesco Karl Meiler. Nei tornei del Grande Slam ha ottenuto il suo miglior risultato raggiungendo i quarti di finale di doppio misto all'Open di Francia nel 1974, in coppia con la connazionale Renáta Tomanová.

## Statistiche

### Doppio

#### Finali perse (1)
| Numero | Anno          | Torneo                | Superficie | Compagno    | Avversari in finale         | Punteggio     |
| 1.     | 17 marzo 1975 | Hampton Open, Hampton | Sintetico  | Karl Meiler | Ian Crookenden Ian Fletcher | 2-6, 7-6, 4-6 |